# Starnberg
Starnberg je okresní město stejnojmenného zemského okresu uvnitř správního obvodu Horní Bavorsko. Starnberg leží zhruba 25 km jihozápadně od Mnichova na severním břehu Starnberského jezera, které je oblíbeným výletním a rekreačním střediskem.

## Stavby
- Zámek Starnberg (dnešní finanční úřad)
- Rokokový kostel sv. Josefa (hlavní oltář od I. Günthera)
- Vlastivědné muzeum Starnberského jezera
- Zámecká zahrada
- Jezerní promenáda
- 48. stupeň zemské šířky, jenž prochází Wittelsbacher Straße, a zvedá se do výšky květin (zvěčněný v litinové desce v chodníku)
- Školka Marie Kempter, Kempterstraße 1a, Söcking
- vchod do ochranného bunkru: železná deska na betonovém podstavci přímo před bytem školníka základní školy Söcking (Kemterstraße 1)
- Zámek Leutstetten se zbytky římského statku (Villa Rustica) a reprezentativním wittelsbašským zámkem
- Památník sochaře W. Habdanka v městské části Petersbrunn na státní silnici z Gautingu do Starnbergu, jež byla svědkem jednoho z pochodů smrti 6 887 zajatců KT Dachau, kteří v dubnu 1945 jednotkami SS hnáni na jih, kde každý druhý přišel o život vysílením či zavražděním.[1]
- Marienbrunnen

## Kmotrovství
Starnberg je kmotrovským městem ponorky bundeswehru, U 34.

## Osobnosti

### Rodáci
- Franz Buchner (1899–1967), poslanec říšského sněmu za NSDAP a v letech 1933 až 1943 starosta Starnbergu
- Paula Braend (1905–1989), herečka
- Rudolf Widmann (1929–2000), FDP-poslanec zemského sněmu, v letech 1960 až 1969 starosta Starnbergu a v letech 1969 až 1996 starnberské zemské rady
- Nikolaus Gerhart (* 1944), sochař a rektor Akademie výtvarných umění v Mnichově
- Marianne Sägebrecht (* 1945), herečka kabaretistka
- Elfi Hartenstein (* 1946), spisovatelka
- Gerhard J. Curth (* 1948), zakladatel prvního spolku pro spolujízdu v Německu (1980)
- Karl Habsburg-Lothringen (* 1961), rakouský politik, od 1. ledna 2007 hlava habsbursko-lotrinského domu
- Georg von Habsburg-Lothringen (* 1964), zvláštní vyslanec Maďarska pro EU
- Maike Conway (* 1967), dokumentaristka a režisérka
- Winnie Forster (* 1969), německý novinář pro počítačové hry
- Isabella von Lospichl (* 1970), umělecká gymnastka
- Mona Steigauf (* 1970), lehká atletka a olympionistka
- Martina Veh (* 1971), německá operní režisérka
- Justus Scharowsky (* 1980), hokejista
- Martina Heinlein (* 1981), hráčka pozemního hokeje
- Golo Euler (* 1982), herec
- Sophie Rogall (* 1983), německá herečka
- Adrian Sutil (* 1983), pilot F1
- Sara Goller (* 21. května 1984), hráčka plážového volejbalu
- Michelle von Treuberg (* 9. listopadu 1992), herečka